# Una fredda mattina di maggio
Pour plus de détails, voir Fiche technique et Distribution.
Una fredda mattina di maggio est un film dramatique italien réalisé par Vittorio Sindoni et sorti en 1990.
Le film est librement inspiré par le meurtre du journaliste Walter Tobagi (it) à Milan le 28 mai 1980.

## Synopsis
À Milan, pendant les années de plomb des années 1970, en plus des affrontements de rue, le phénomène de la lutte armée a commencé. Le groupe Prima Linea commencent à émerger parmi les formations clandestines. Ruggero Manni, syndicaliste et journaliste d'un important quotidien, commence à enquêter sur le phénomène.
Quand un de ses collègues journalistes est victime d'une gambizzazione, Manni est amené à penser que le tract revendiquant la responsabilité de cet attentat a été écrit par quelqu'un qui connaissait personnellement la victime et Manni se met alors à suspecter son entourage. Il s'attire de ce fait l'aversion de ses collègues et se fait interpeller lors d'une assemblée par certains des élèves journalistes présents. Presque tous issus de bonne famille et enfants d'amis et de connaissances, ils commencent à suivre son travail, allant jusqu'à le menacer.
Manni avait vu juste et c'est effectivement des jeunes journalistes issus de l'intelligentsia milanaise qui ont fait le coup. Les jeunes considèrent ses activités comme dangereuses pour eux. Ils éliminent Marione, membre toxicomane de l'organisation et informateur de la police, qui avait causé la mort de Rosso, un autre jeune affilié. Ensuite, ils décident de tuer Manni, afin de se faire remarquer des « cousins » des Brigades rouges et malgré l'objection de Simone. Manni tombera dans une embuscade le matin du 25 mai 1980.

## Fiche technique
- Titre original italien : Una fredda mattina di maggio[1]
- Réalisation : Vittorio Sindoni
- Scenario : Graziano Diana (it)
- Photographie :	Safai Teherani
- Montage : Alberto Gallitti
- Musique : Riz Ortolani
- Décors: Bruno Amalfitano
- Costumes : Rosanna Andreoni
- Production : Claudio Riccardi
- Société de production : Bravo Productions, RAI-Radiotelevisione Italiana (Rete 2)
- Société de distribution : Artisti Associati International (Italie)
- Pays de production :  Italie
- Langue originale : italien
- Format : Couleurs - 1,33:1 - Son mono - 35 mm
- Durée : 90 minutes
- Genre : Drame
- Dates de sortie :
  - Italie : 29 novembre 1990

## Distribution
- Sergio Castellitto : Ruggero Manni
- Roberto De Francesco : Simone
- Alessandra Acciai : Anna
- Marie Laforêt : Mara
- Margaret Mazzantini : Lia
- Claudio Lizza : Davide
- Leonardo Ferrantini : Matteo Mantoni
- Gabriele Ferzetti : M. Mantoni
- Teresa Ricci : Mme Mantoni
- Francesco Bonelli (it) : Le rouge
- Roberto Ceriotti (it) : L'oursin
- Pietro Ghislandi (it) : Marione
- Bruno Armando :
- Carlo Sabatini :